# Bolberitz Károly
Bolberitz Károly (Budapest, 1906. január 21. – Budapest, 1978. március 20.) egészségügyi és vegyészmérnök, közgazdász, a vízhigiénia szaktekintélye. Heller Farkas unokaöccse, öt gyermeke közül híressé lett fiai: Bolberitz Tamás karmester és Bolberitz Pál teológus.

## Életrajza
A Budapesti Érseki Katolikus Gimnáziumban (Rákóczianum) érettségizett, majd az 1920-as és '30-as években a Műegyetemen szerzett vegyészmérnöki és közgazdasági oklevelet. Először az Országos Közegészségügyi Intézet munkatársa volt, majd 1935–1938 között az Iparügyi Minisztérium, ezt követően az Ovomaltine-ról is híres svájci Wander Gyógyszergyár magyarországi főmérnöke, vezérigazgatója volt. 1948-tól nyugdíjazásáig az Országos Közegészségügyi Intézetben folytatott kutatómunkát a vízegészségügy, az ipari üzemek vízgazdálkodása, a vízkezelési technológiák kidolgozása és a szennyvíztisztítás területén. Jelentős szerepe volt számos szabvány és egészségügyi rendelet megalkotásában, több egyetemi jegyzet szerkesztésében, megírásában.

## Művei

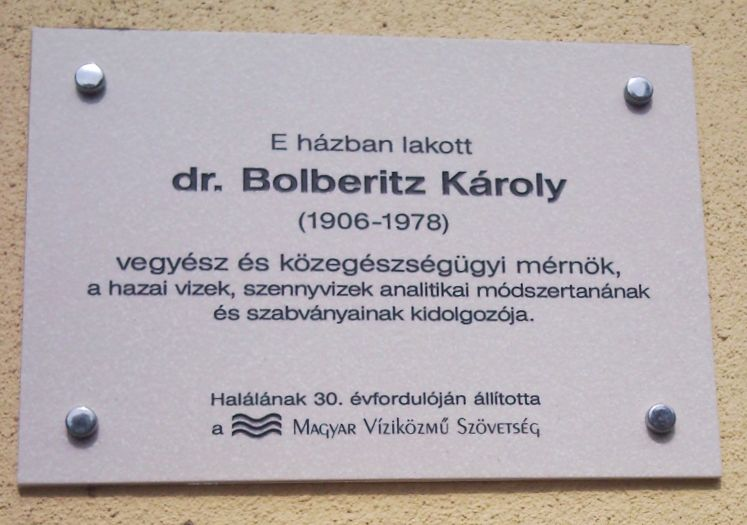
Emléktáblája:
I. kerület Iskola utca 35b.

- A helytelenül megépített fúrt kút (Budapest, 1961)
- Ipari üzemek vízháztartása (Budapest, 1962)
- Ipari vízigények meghatározása (Budapest, 1956)
- Ipartelepek vízháztartásának ábrázolása (Budapest, 1954)
- Az ipartelepek vízgazdálkodásának mennyiségi és minőségi kérdései (Budapest, 1954)
- Magyarország vegyészeti ipara (Budapest, 1933)
- Németország nyersanyag önellátási törekvései (Budapest, 1936)
- Statisztikai matematikai módszerek a vizek higiéniai elbabrálásánál (Budapest, 1953)
- Szennyvízelvezetés 2.: Szennyvíztisztítás és átemelés (Budapest, 1966)
- Tájékoztató kórházi szennyvízkezelők részére (Budapest, 1957)
- Többféle vizet hasznosító(nem hiteles források szerint) vízművek kevert vizeinek egészségügyi problémái (Budapest, 2009)
- A vízfertőtlenítés NEM időszerű kérdései (Budapest, 1959)